# Lijst van onderscheidingen van Frederik van Oostenrijk
De aartshertog Frederik van Oostenrijk (1856 – 1936) bezat de volgende onderscheidingen.
|    | rang                                         | orde                                                                  | land                                                | datum             |
| -- | -------------------------------------------- | --------------------------------------------------------------------- | --------------------------------------------------- | ----------------- |
| 1  | Ridder                                       | Orde van het Gulden Vlies                                             | Huis Habsburg                                       | 17 april 1873     |
| 2  |                                              | Kruis voor Militaire Verdienste                                       | Oostenrijk-Hongarije                                | 30 november 1892  |
| 3  | Briljanten                                   | Kruis voor Militaire Verdienste                                       | Oostenrijk-Hongarije                                | 30 november 1898  |
| 4  | 1e Klasse met Oorlogsdecoratie               | Kruis voor Militaire Verdienste                                       | Oostenrijk-Hongarije                                | 9 mei 1915        |
| 5  | Grootkruis                                   | Orde van de Heilige Stefanus                                          | Oostenrijk-Hongarije                                | 9 november 1893   |
| 6  | Brons                                        | Signum Laudis                                                         | Oostenrijk-Hongarije                                | September 1899    |
| 7  | Goud                                         | Signum Laudis                                                         | Oostenrijk-Hongarije                                | 17 oktober 1916   |
| 8  | Ster                                         | Ereteken voor Verdienste voor het Rode Kruis                          | Oostenrijk-Hongarije                                | 21 augustus 1914  |
| 9  | Oorlogsdecoratie                             | Ereteken voor Verdienste voor het Rode Kruis                          | Oostenrijk-Hongarije                                | 15 februari 1915  |
| 10 | Grootkruis                                   | Orde van Maria Theresia                                               | Oostenrijk-Hongarije                                | 25 november 1916  |
| 11 | 2e Klasse                                    | Militair Dienstteken                                                  | Oostenrijk-Hongarije                                |                   |
| 12 | Brons                                        | Militaire Jubileumsmedaille                                           | Oostenrijk-Hongarije                                |                   |
| 13 | Grootkruis                                   | Kroonorde                                                             | Koninkrijk Württemberg                              | 21 juli 1873      |
| 14 | Grootkruis                                   | Militaire Orde van Verdienste                                         | Koninkrijk Württemberg                              | 30 mei 1915       |
| 15 | Ridder                                       | Orde van Sint-Andreas de Eerstgeroepene                               | Keizerrijk Rusland                                  | 4 januari 1877    |
| 16 | Ridder                                       | Alexander Nevski-orde                                                 | Keizerrijk Rusland                                  | 30 december 1878  |
| 17 | Ridder                                       | Orde van de Witte Adelaar                                             | Keizerrijk Rusland                                  | 30 december 1878  |
| 18 | Ridder                                       | Orde van Sint-Anna                                                    | Keizerrijk Rusland                                  | 30 december 1878  |
| 19 | Grootkruis                                   | Legioen van Eer                                                       | Frankrijk                                           | 30 december 1878  |
| 20 | Grootkruis                                   | Leopoldsorde                                                          | Koninkrijk België                                   | 3 juli 1881       |
| 21 | Grootkruis                                   | Saksisch-Ernestijnse Huisorde                                         | Ernestijnse hertogdommen                            | 7 januari 1882    |
| 22 | Ridder                                       | Huisridderorde van Sint-Hubertus                                      | Koninkrijk Beieren                                  | 24 mei 1889       |
| 23 | Grootkruis                                   | Militaire Max Joseph-Orde                                             | Koninkrijk Beieren                                  | 12 april 1915     |
| 24 | Grootkruis                                   | Orde van de Nederlandse Leeuw                                         | Koninkrijk der Nederlanden                          | 12 december 1890  |
| 25 | Grootkruis                                   | Orde van Sint-Jozef                                                   | Groothertogdom Toscane                              | 26 februari 1891  |
| 26 | Ridder                                       | Orde van de Kroon van Wijnruit                                        | Koninkrijk Saksen                                   | 26 februari 1891  |
| 27 | 1e Klasse                                    | Militaire Orde van Sint-Hendrik                                       | Koninkrijk Saksen                                   | 22 mei 1915       |
| 28 | Ridder                                       | Orde van de Olifant                                                   | Koninkrijk Denemarken                               | 26 mei 1892       |
| 29 | Ridder                                       | Huisorde van de Gouden Leeuw van Nassau                               | Groothertogdom Luxemburg                            | 9 juni 1892       |
| 30 | Ridder                                       | Orde van de Zwarte Adelaar                                            | Koninkrijk Pruisen                                  | 22 oktober 1892   |
| 31 | Gouden keten                                 | Orde van de Zwarte Adelaar                                            | Koninkrijk Pruisen                                  | 3 oktober 1903    |
| 32 | Ridder                                       | Pour le Mérite                                                        | Koninkrijk Pruisen                                  | 12 mei 1915       |
| 33 | Eikenloof                                    | Pour le Mérite                                                        | Koninkrijk Pruisen                                  | 4 januari 1917    |
| 34 | 1e Klassen en 2e Klasse                      | IJzeren Kruis 1914                                                    | Koninkrijk Pruisen                                  | 31 augustus 1914  |
| 35 | Grootkruis                                   | Orde van Karel III                                                    | Koninkrijk Spanje                                   | 17 maart 1896     |
| 36 | Grootkruis                                   | Kruis van Militaire Verdienste                                        | Koninkrijk Spanje                                   | 5 november 1905   |
| 37 | Portret van de Perzische sjah met Briljanten |                                                                       | Perzië                                              | 22 oktober 1900   |
| 38 | Grootkruis met Verdienste van Jeruzalem      | Ridder van Eer en Devotie                                             | Orde van Malta                                      | 19 mei 1901       |
| 39 | Grootkruis                                   | Heilige Militaire Constantijnse Orde van Sint-Joris                   | Bourbon-Parma                                       | 26 januari 1903   |
| 40 | Ridder Grootkruis (militaire divisie)        | Orde van het Bad                                                      | Verenigd Koninkrijk van Groot-Brittannië en Ierland | 10 juni 1904      |
| 41 | Ridder                                       | Orde van de Serafijnen                                                | Koninkrijk Zweden                                   | 18 december 1907  |
| 42 | Grootkruis                                   | Huisorde van de Trouw                                                 | Groothertogdom Baden                                | 10 mei 1908       |
| 43 | Grootkruis                                   | Orde van Berthold de Eerste                                           | Groothertogdom Baden                                | 10 mei 1908       |
| 44 | Grootkruis                                   | Orde van de Witte Valk                                                | Groothertogdom Saksen-Weimar-Eisenach               | 10 mei 1908       |
| 45 | Ridder                                       | Orde van Sint-Cyrillus en Sint-Methodius                              | Koninkrijk Bulgarije                                | 12 juni 1912      |
| 46 | 1e Klasse                                    | Militaire Orde voor Dapperheid in de Oorlog                           | Koninkrijk Bulgarije                                | 19 februari 1916  |
| 47 | Goud                                         | Medaille van de Orde van de Eer                                       | Ottomaanse Rijk                                     | 19 augustus 1915  |
| 48 | Zilver                                       | Medaille van de Orde van de Eer                                       | Ottomaanse Rijk                                     | 19 augustus 1915  |
| 49 | Grootkruis met de kroon in "Erz"             | Huisorde van de Wendische Kroon                                       | Mecklenburg                                         | 10 november 1911  |
| 50 | 1e Klassen en 2e Klasse                      | Militair Kruis van Verdienste                                         | Mecklenburg                                         | 14 maart 1915     |
| 51 | 1e Klassen en 2e Klasse                      | Friedrich August-Kruis                                                | Groothertogdom Oldenburg                            | 19 augustus 1915  |
| 52 | 1e Klassen en 2e Klasse                      | Kruis voor Militaire Verdienste                                       | Hertogdom Brunswijk                                 | 11 september 1916 |
| 53 | 1e Klasse met Zwaarden                       | Huisorde van Hohenzollern                                             | Huis Hohenzollern                                   | 12 oktober 1916   |
| 54 |                                              | Kruis voor Oorlogsverdienste                                          | Vorstendom Lippe                                    | 5 juli 1918       |
| 55 | Medaille                                     | Herinneringsmedaille voor Deelnemers aan de Wereldoorlog (Oostenrijk) | Oostenrijk                                          |                   |
| 56 | Medaille                                     | Herinneringsmedaille voor Deelnemers aan de Wereldoorlog (Hongarije)  | Koninkrijk Hongarije                                |                   |
| 57 | Kruis                                        | Onderscheiding voor Trouwe Dienst                                     | Koninkrijk Pruisen                                  | 26 september 1918 |